# Nelenita
La nelenita és un mineral de la classe dels silicats que pertany al grup de la pirosmalita. Va ser anomenada en honor de Joseph A. Nelen (1923-2005), químic a la Smithsonian Institution per les seves aportacions "a la química dels minerals, en particular els seus estudis analítics dels complexos arsenosilicats de manganès que es troben a Franklin i Sterling Hill". Anteriorment, aquest material s'havia anomenat ferroschal·lerita.

## Característiques
La nelenita és un fil·losilicat de fórmula química Mn2+
16As3+
3(Si₁₂O36)(OH)17. Cristal·litza en el sistema monoclínic en grans grossos, de fins a 4,5 cm. La seva duresa a l'escala de Mohs és 5. És el dimorf de la schal·lerita.
Segons la classificació de Nickel-Strunz, la nelenita pertany a «09.EE - Fil·losilicats amb xarxes tetraèdriques de 6-enllaços connectades per xarxes i bandes octaèdriques» juntament amb els següents minerals: bementita, brokenhillita, pirosmalita-(Fe), friedelita, pirosmalita-(Mn), mcgillita, schal·lerita, palygorskita, tuperssuatsiaïta, yofortierita, windhoekita, falcondoïta, loughlinita, sepiolita, kalifersita, gyrolita, orlymanita, tungusita, reyerita, truscottita, natrosilita, makatita, varennesita, raïta, intersilita, shafranovskita, zakharovita, zeofil·lita, minehil·lita, fedorita, martinita i lalondeïta.

## Formació i jaciments
La nelenita va ser descoberta a la mina Trotter (Lehigh Mine), a Franklin (Nova Jersey, Estats Units) en un dipòsit de zinc estratiforme metamorfosat, dins de masses texturades pegmatítiques, i com a fragments de ciment calcita en una bretxa, probablement derivats del material pegmatític.
Sol trobar-se associada a altres minerals com: actinolita, calcita, wil·lemita, rodonita, apatita, lennilenapeïta, estilpnomelana, microclina i talc.